# Château de Parow
Le château de Parow (Schloß Parow) est un petit château allemand situé à Parow, village appartenant à la commune de Kramerhof dans l'arrondissement de Poméranie-Occidentale-Rügen.

## Historique
Le château, de style historiciste d'inspiration néorenaissance anglaise, avec des éléments allemands, a été construit en 1860 pour le baron Friedrich Franz von Langen qui est attaché à l'ambassade de Londres du royaume de Prusse et dont la femme, née Anna Preston, est anglaise. Il est orné de pignons à volutes, d'avant-corps, de balcons et d'oriels, avec une petite tour gothique au nord. La façade est décorée de bas-reliefs de têtes en terre cuite et des armes de la famille. La partie sud du château est prolongée d'une chapelle néogothique construite en 1878. Elle a été restaurée en 2000-2001 et est utilisée aujourd'hui pour les funérailles de personnes inscrites à l'état-civil du canton. Un parc à l'anglaise l'entourait, mais il est en partie utilisé par un terrain de football, et il est peu reconnaissable.
L'un des propriétaires les plus connus du domaine était le baron Carl-Friedrich von Langen (1887-1934), champion olympique de dressage en 1928.
La famille von Langen est restée propriétaire du château et de son domaine agricole jusqu'en 1945, année de l'expropriation des biens immobiliers et fonciers et de l'interdiction de la propriété privée foncière. Le château est alors devenu bien communal et a accueilli de nombreux réfugiés expulsés des anciennes provinces de l'est de l'Allemagne devenues polonaises ou soviétiques après la guerre. Il a ensuite abrité un jardin d'enfants, une salle communale et diverses organisations dont un magasin d'alimentation d'État.
Le château a été vendu en août 2011 à une compagnie privée de Rathenow dans le but d'y installer des appartements de vacances.

## Source
- (de) Cet article est partiellement ou en totalité issu de l’article de Wikipédia en allemand intitulé « Herrenhaus Parow » (voir la liste des auteurs).